# Hofjes in Haarlem

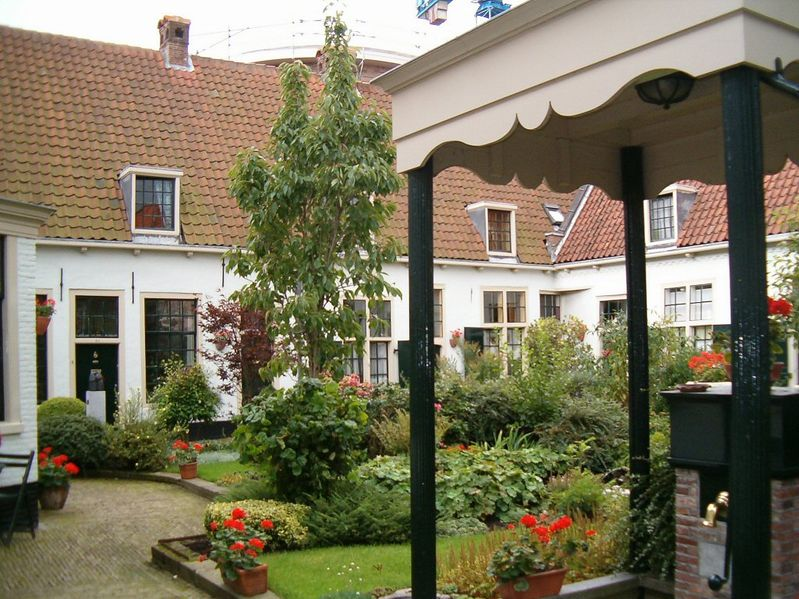
Hofje van Bakenes

Van de meer dan 40 hofjes die Haarlem ooit telde, zijn er nog ruim 20 over. De hofjes zijn te vinden in het centrum van Haarlem. Hofjes werden gebouwd van de 12e tot en met de 19e eeuw. Er waren van oorsprong drie soorten hofjes: kerkelijke hofjes, stichtingshofjes en gildehofjes. Kerkelijke hofjes - voor de begijnen van de kerk - ontstonden in de 12e eeuw. Later werden door de kerkenraden ook hofjes gesticht voor armen omdat de raden zich verplicht voelden de armen aan huisvesting te helpen. Rijkere families stichtten  in de 17e en 18e eeuw hofjes om hun familienaam te laten voortbestaan in de naam van een hofje. Deze hofjes werden veelal beheerd door een daartoe
in het leven geroepen stichting, de stichtingshofjes. Ook door de gilden werden hofjes gesticht voor mensen die binnen het gilde werkzaam waren geweest. De armen werden gehuisvest in kleine woningen die aan een binnenhof lagen. De toegang werd meestal gevormd door een aan de straatzijde gelegen poort. 
In Haarlem is een groot aantal hofjes verdwenen, soms markeert alleen een poort nog waar ooit een hofje was. Een voorbeeld van zo'n poort is te zien in de Janstraat, tegenover de oude rechtbank.

## Lijst van hofjes
Hieronder een chronologische lijst van de Haarlemse hofjes.
- 1262: Begijnhof (nu de rosse buurt).
- 1395: Hofje van Bakenes
- 1440: Vrouwe- en Antonie Gasthuys
- 1472: Brouwershofje
- 1489: Hofje van Loo
- 1554 - 1964: Hofje van Gratie (opgeheven)
- 1563 - 1800: Deymanshofje (verdwenen)
- 1582 - 1969: Hofje van Oud Alkemade of der Twaalf Apostelen
- 1593: Verwershofje
- 1605 - 1965: Guurt Burretshofje (opgeheven, restanten aanwezig)
- 1607: Frans Loenenhofje
- 1609: Hofje Codde en Van Beresteijn
- 1610: Bruiningshofje
- 1613 - 1854: Coomanshofje (verdwenen, toegangspoort aanwezig)
- 1615: Luthers Hofje
- 1616: Hofje In den Groenen Tuin
- 1616: Hofje van Guurtje de Waal
- 1640: Zuiderhofje
- 1650: Hofje van Willem Heythuijsen
- 1657 - 1970: Blokhofje
- 1659 - 1774: Sint Annahofje
- 1662: Wijnbergshofje
- 1730: Hofje van Staats
- 1760: Hofje van Noblet
- 1769: Hofje van Oorschot
- 1773: Remonstrants Hofje
- 1787: Teylers Hofje
- >1850: Essenhof (tweede helft 19e eeuw)
- 1866: Proveniershof (voormalig Proveniershuis)
- 2001: Gravinnehof
- 2007: Johan Enschedé Hof